# Heksaprenildihidroksibenzoat metiltransferaza
Heksaprenildihidroksibenzoat metiltransferaza (EC 2.1.1.114, 3,4-dihidroksi-5-heksaprenilbenzoatna metiltransferaza, dihidroksiheksaprenilbenzoatna metiltransferaza, COQ3 (gen), Coq3 O-metiltransferaza, DHHB O-metiltransferaza) je enzim sa sistematskim imenom S-adenozil--metionin:3,4-dihidroksi-5-sve-trans-poliprenilbenzoat 3-O-metiltransferaza. Ovaj enzim katalizuje sledeću hemijsku reakciju
-adenozil--metionin + 3,4-dihidroksi-5-sve-trans-poliprenilbenzoat {\displaystyle \rightleftharpoons } -adenozil-L-homocistein + 3-metoksi-4-hidroksi-5-sve-trans-poliprenilbenzoat
Ovaj enzim učestvuje u biosintezi ubihinona. Ubihinoni iz različitih organizama imaju različiti broj prenilnih jedinica.

## Literatura
- Nicholas C. Price; Lewis Stevens (1999). Fundamentals of Enzymology: The Cell and Molecular Biology of Catalytic Proteins (Third изд.). USA: Oxford University Press. ISBN 019850229X.
- Eric J. Toone (2006). Advances in Enzymology and Related Areas of Molecular Biology, Protein Evolution (Volume 75 изд.). Wiley-Interscience. ISBN 0471205036.
- Branden C; Tooze J. Introduction to Protein Structure. New York, NY: Garland Publishing. ISBN 0-8153-2305-0.
- Irwin H. Segel. Enzyme Kinetics: Behavior and Analysis of Rapid Equilibrium and Steady-State Enzyme Systems (Book 44 изд.). Wiley Classics Library. ISBN 0471303097.

## Spoljašnje veze
- Polyprenyldihydroxybenzoate+methyltransferase на 